# Bothriembryon perobesus
Bothriembryon perobesus е вид коремоного от семейство Bulimulidae. Видът е застрашен от изчезване.

## Разпространение
Разпространен е в Австралия.